# Église Saint-Nicolas de Semuy
L'église Saint-Nicolas est une église romane située à Semuy, en France. Elle a été construite dans la seconde moitié du XIIe siècle.

## Description
La nef est unique, bien que des traces de bas-côtés subsistent, avec deux transepts et un chœur à trois pans, à chevet plat. Au-dessus de la croisée du transept, une tour carrée a été construite, à baies géminées en plein cintre. Une petite tour accolée au transept sud, carrée à la base, cylindrique en hauteur, abrite un escalier. 
La voute de la nef est en berceau brisé de bois à aisseliers courbes. Les deux chapelles ont également des voûtes de bois. Ces voûtes datent de la fin du XIIe siècle. Les détails sont intéressants et assez caractéristique du style roman : chapiteaux à feuilles d’acanthe, palmes, décor végétal. Les voûtes à grosses ogives et formerets.
Il faut remarquer à l'intérieur le maître-autel de marbre rouge, gris et noir, avec quatre colonnes corinthiennes, du XVIIIe siècle, et les statues  du XVe et XVIe siècles.

## Localisation
L'église est située sur la commune de Semuy, dans le département français des Ardennes. L’église est à la sortie du village, sur la route menant à Voncq, à 50 m environ du cours de l’Aisne et à 100 m du canal des Ardennes.

## Historique
Le village est mentionné dès 1023 sous le nom de Sommoya. Mais l’église date du XIIe siècle. Un pouillé la mentionne au début du XIVe siècle (Capellania de Semouya). C'était initialement l'église d'un prieuré. Elle est endommagée durant la Première Guerre mondiale.
L'édifice est classé en 1920 au titre des monuments historiques. Sa restauration, à la suite des dégâts provoqués par la guerre, commence en 1922. Les ouvriers travaillant sur cette restauration trouvent dans les hauteurs de l’église un coffret renfermant 83 belles pièces d’or aux effigies de Louis XII, François Ier et Louis XIV enfant.